# 北海道道1091号泉泽新千岁机场线
北海道道1091号泉泽新千岁机場线（日语：北海道道1091号泉沢新千歳空港線）是一条位于北海道千歲市内的普通道级道路（北海道道）。

## 道路概况
- 起点：北海道千岁市福住4丁目
- 終点：北海道千岁市平和（即新千岁机场）
- 总長：8.9公里
- 共線区間：苫小牧市美泽 - 千歲市平和（北海道道130号新千岁机場线）

## 经过的自治体
- 石狩振兴局
  - 千歲市
- 胆振综合振兴局
  - 苫小牧市

## 主要连接道路
- 苫小牧市
  - 北海道道130号新千岁机場线

## 历史
- 1990年10月24日 路線勘定。
- 2005年12月20日 千歲市平和与苫小牧市美泽（道道130号交岔点）之间路段通車。

## 其他
- 以直接连结千歲市泉泽地区、向陽台团地与千歲臨空工業团地和新千岁机場为目的而建設。
- 别名为「空港泉泽大通」。
- 道道支笏湖公園線交岔点至起点之间的延长路段正在规划中（工程尚未完工）。